# La Lapa
La Lapa település Spanyolországban, Badajoz tartományban. La Lapa Alconera, Burguillos del Cerro, Feria és Zafra községekkel határos. Lakosainak száma 293 fő (2024).

## Népesség
A település népessége az utóbbi években az alábbiak szerint változott:
| Lakosok száma | 317  | 310  | 307  | 296  | 298  | 285  | 288  | 281  | 277  | 293  |
|               | 2001 | 2004 | 2006 | 2009 | 2011 | 2014 | 2016 | 2019 | 2021 | 2024 |